# مانويل رودريغيز (سياسي)
مانويل رودريغيز (بالإسبانية: Manuel Rodríguez Erdoíza)‏ (و. 1785 – 1818 م) هو سياسي، ودبلوماسي، ومحامي، وبارتيزان إسباني، ولد في سانتياغو، توفي في سانتياغو، عن عمر يناهز 33 عاماً.

## مناصب
تولى منصب وزير المالية - تشيلي.

## التعليم
تعلم في Royal University of San Felipe ‏.